# Danio
Danio är ett släkte i de flesta fall långsträckta stimfiskar bland karpfiskarna som förekommer i Asien. Flera av dem hålls ofta som akvariefiskar.

## Taxonomi
Arten Danio rerio (sebrafisk, leoparddanio) beskrevs första gången år 1822 av Francis Buchanan-Hamilton, en kirurg som arbetade för den Brittiska Ostindiska Kompaniet. Släktet delades upp år 1916, ett knappt sekel senare. De större arterna lämnades då kvar i släktet Danio medan de mindre arterna, såsom Danio rerio, infördes i det nya släktet Brachydanio. År 1991 slogs de två släktena samman till Danio igen, men samtidigt överfördes de flesta större arter som tidigare tillhört Danio till släktet Devario.

## Etymologi
Namnet "Danio" kommer från det bengaliska ordet dhani, som betyder "från risfält".

## Arter
Det finns 19 nominella arter beskrivna per den 22 juni 2012:
- Danio aesculapii Kullander & Fang, 2009
- Danio albolineatus – blå danio, pärldanio (Blyth, 1860)
- Danio choprae – Chopras danio, laxdanio Hora, 1928
- Danio dangila (Hamilton, 1822)
- Danio erythromicron (Annandale, 1918)
- Danio feegradei Hora, 1937
- Danio jaintianensis (Sen, 2007)
- Danio kerri – kerridanio Smith, 1931
- Danio kyathit – ozelotdanio, orangefenad danio Fang, 1998
- Danio margaritatus – galaxyrasbora, pärlrasbora (Roberts, 2007)
- Danio meghalayensis Sen & Dey, 1985
- Danio muongthanhensis Nguyen, 2001
- Danio nigrofasciatus – prickdanio (Day, 1870)
- Danio quagga Kullander, Liao & Fang, 2009
- Danio quangbinhensis (Nguyen, Le & Nguyen, 1999)
- Danio rerio – sebrafisk, leoparddanio (Hamilton, 1822)
- Danio roseus Fang & Kottelat, 2000
- Danio tinwini Kullander & Fang, 2009
- Danio trangi Ngô, 2003

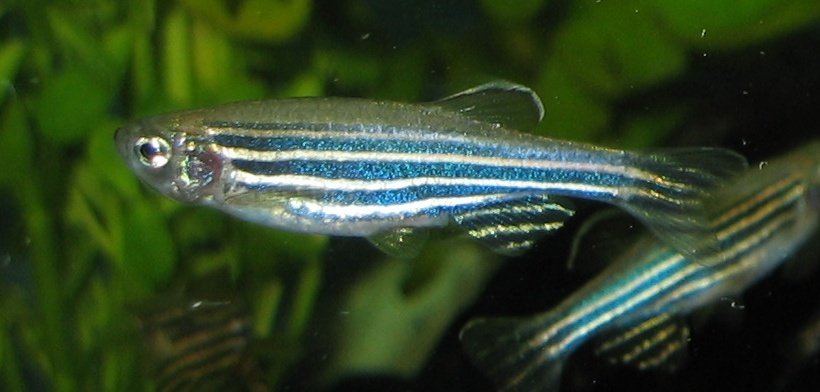
Sebrafisk, Danio rerio
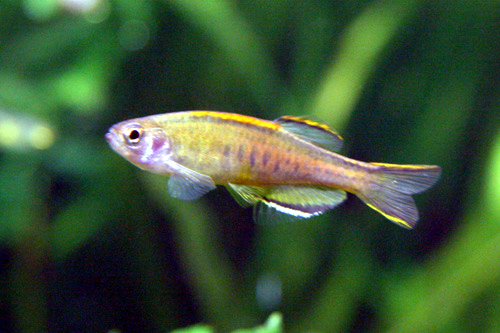
Danio choprae
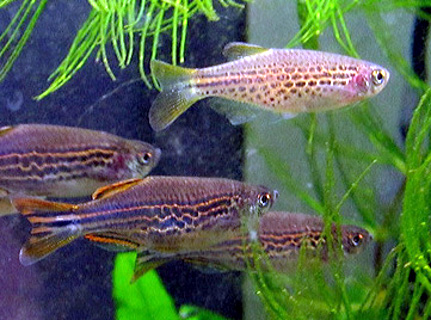
Två färgformer av Danio kyathit